# Copa Interclubes UNCAF
La Copa Interclubes UNCAF est une ancienne compétition de football opposant les clubs champions de la zone UNCAF.

## Palmarès
| 1971 Détails | Comunicaciones                     | Championnat                              | Deportivo Saprissa  | CS Herediano                                           | Championnat                              | Club Deportivo Marte Quezaltepeque |
| 1972 Détails | Deportivo Saprissa                 | 1-1 / 1-0 Total aller-retour 2-1         | Aurora FC           | CS Herediano Broncos UNAH                              | [ Note 2 ]                               | -                                  |
| 1973 Détails | Deportivo Saprissa                 | Championnat                              | CD Águila           | LD Alajuelense                                         | Championnat                              | Comunicaciones                     |
| 1974 Détails | Deportivo Municipal                | Championnat                              | Deportivo Saprissa  | CD Águila                                              | Championnat                              | Aurora FC                          |
| 1975 Détails | CD Platense Municipal Zacatecoluca | Championnat                              | Aurora FC           | CS Herediano                                           | Championnat                              | Deportivo Saprissa                 |
| 1976 Détails | Aurora FC                          | Championnat                              | Comunicaciones      | Deportivo Saprissa                                     | Championnat                              | CD Águila                          |
| 1977 Détails | Deportivo Municipal                | Championnat                              | Comunicaciones      | CD Águila                                              | Championnat                              | Deportivo México                   |
| 1978 Détails | Deportivo Saprissa                 | Championnat                              | CS Cartagines       | Comunicaciones                                         | Championnat                              | -                                  |
| 1979 Détails | Aurora FC                          | 1-0 / 0-0 Total aller-retour 1-0         | Real España         | Deportivo Municipal Club Deportivo Marte Quezaltepeque | [ Note 2 ]                               | -                                  |
| 1980 Détails | Club Deportivo Broncos             | Championnat                              | Alianza FC          | FAS                                                    | -                                        | -                                  |
| 1981 Détails | [ Note 3 ]                         | Championnat                              | [ Note 3 ]          | CD Olimpia CD Marathón Real España                     | -                                        | -                                  |
| 1982 Détails | Real España                        | 2-1 / 0-0 Total aller-retour 2-1         | Xelaju MC           | -                                                      | -                                        | -                                  |
| 1983 Détails | Comunicaciones                     | Championnat                              | Aurora FC           | CD Águila                                              | -                                        | -                                  |
| 1996 Détails | LD Alajuelense                     | Championnat                              | Deportivo Saprissa  | Comunicaciones                                         | Championnat                              | Deportivo Municipal                |
| 1997 Détails | Alianza FC                         | 1-0                                      | Deportivo Saprissa  | LD Alajuelense Deportivo Municipal                     | -                                        | -                                  |
| 1998 Détails | Deportivo Saprissa                 | 2-1                                      | Deportivo Municipal | Real España CD Olimpia                                 | -                                        | -                                  |
| 1999 Détails | CD Olimpia                         | Championnat                              | LD Alajuelense      | Deportivo Saprissa                                     | Championnat                              | Comunicaciones                     |
| 2000 Détails | CD Olimpia                         | Championnat                              | LD Alajuelense      | Real España                                            | Championnat                              | Deportivo Municipal                |
| 2001 Détails | Deportivo Municipal                | Championnat                              | Deportivo Saprissa  | CD Olimpia                                             | Championnat                              | Comunicaciones                     |
| 2002 Détails | LD Alajuelense                     | Championnat                              | CD Árabe Unido      | CD Motagua                                             | Championnat                              | Comunicaciones                     |
| 2003 Détails | Deportivo Saprissa                 | Championnat                              | Comunicaciones      | LD Alajuelense                                         | Championnat                              | Deportivo Municipal                |
| 2004 Détails | Deportivo Municipal                | Championnat                              | Deportivo Saprissa  | CD Olimpia                                             | Championnat                              | FAS                                |
| 2005 Détails | LD Alajuelense                     | 1-0 / 0-1 Total aller retour 1-1 4-2 tab | CD Olimpia          | Deportivo Saprissa                                     | 2-0 / 0-2 Total aller retour 2-2 5-3 tab | AD Municipal Pérez Zeledon         |
| 2006 Détails | Puntarenas FC                      | 3-2 / 0-1 Total aller retour 3-3 3-1 tab | CD Olimpia          | Deportivo Marquense                                    | 3-0 / 1-1 Total aller retour 4-1         | Club Deportivo Victoria            |
| 2007 Détails | CD Motagua                         | 1-1 / 1-0 Total aller retour 2-1         | Deportivo Saprissa  | Deportivo Municipal                                    | 3-0 / 0-1 Total aller retour 3-1         | LD Alajuelense                     |

## Bilan par clubs
| Classement | Equipes                            | Vainqueurs | Seconds | Années victorieuses            | Années seconds                             |
| ---------- | ---------------------------------- | ---------- | ------- | ------------------------------ | ------------------------------------------ |
| 1          | Deportivo Saprissa                 | 5          | 7       | (1972, 1973, 1978, 1998, 2003) | (1971, 1974, 1996, 1997, 2001, 2004, 2007) |
| 2          | CSD Municipal                      | 4          | 1       | (1974, 1977, 2001, 2004)       | (1998)                                     |
| 3          | LD Alajuelense                     | 3          | 2       | (1996, 2002, 2005)             | (1999, 2000)                               |
| 3          | CD Olimpia                         | 3          | 2       | (1981, 1999, 2000)             | (2005, 2006)                               |
| 5          | Comunicaciones                     | 2          | 3       | (1971, 1983)                   | (1976, 1977, 2003)                         |
| 5          | Aurora FC                          | 2          | 3       | (1974, 1976)                   | (1972, 1975, 1983)                         |
| 7          | Alianza FC                         | 1          | 1       | (1997)                         | (1980)                                     |
| 7          | Real España                        | 1          | 1       | (1982)                         | (1979)                                     |
| 9          | CD Motagua                         | 1          | 0       | (2007)                         | -                                          |
| 9          | Puntarenas FC                      | 1          | 0       | (2006)                         | -                                          |
| 9          | Club Deportivo Broncos             | 1          | 0       | (1980)                         | -                                          |
| 9          | CD Platense Municipal Zacatecoluca | 1          | 2       | (1975)                         | -                                          |

(When sorted by years won or lost, the table is sorted by the date of each teams most recent win)

## Bilan par pays
| Nations    | Victoires | Seconds | Clubs vainqueurs                                                            | Seconds                                                    |
| ---------- | --------- | ------- | --------------------------------------------------------------------------- | ---------------------------------------------------------- |
| Costa Rica | 9         | 9       | Saprissa (5), Alajuelense (3), Puntarenas FC (1)                            | Saprissa (7), Alajuelense (2), CS Cartagines (1)           |
| Guatemala  | 8         | 7       | Deportivo Municipal (4), Comunicaciones (2), Aurora FC (2)                  | Comunicaciones (3), Aurora FC (3), Deportivo Municipal (1) |
| Honduras   | 7         | 3       | CD Olimpia (3), Real España (1), CD Motagua (1), Club Deportivo Broncos (1) | CD Olimpia (2), Real España (1)                            |
| Salvador   | 2         | 1       | Alianza FC (1), CD Platense Municipal Zacatecoluca (1)                      | Alianza FC (1)                                             |